# Comtat de Carcí
El comtat de Carcí fou una jurisdicció feudal d'Occitània que abraçava la regió del Carcí, centrada a la ciutat de Càors.
El comtat de Carcí fou inclòs al Regne d'Aquitània el 781. Els primers comtes de Carcí foren nomenats per Carlemany o per Lluís el Pietós. El 844 apareix un comte anomenat Raül. Carles el Calb va concedir el comtat el 849 a Ramon, comte de Tolosa. Ramon el va deixar el 864 al seu fill Ermengol que el va deixar al seu fill Ramon II, i aquest al seu fill Ramon III. Al segle x el vescomtes de Carcí, Rodolf (vers 900), i els successors fins a Robert (el seu besnet) van dominar una part del comtat i van prendre el títol de comtes de Carcí, però finalment els territoris van tornar als descendents de Ramon III de la casa de Tolosa i els vescomtes van perdre el Carcí després del 964. En aquest temps no se sap si la possessió fou indivisa entre les cases de Tolosa i Roergue o va romandre en mans de la segona, però Guillem III Tallaferro al segle xi es titulava comte de Carcí. En tot cas els drets de les dues branques foren reunits el 1064 per Guillem V de Tolosa que el 1088 a va cedir al bisbe de Càors la senyoria de la ciutat.
Ocupat el comtat per Enric II d'Anglaterra Plantagenet el 1159, fou retornar a Tolosa el 1173 sota vassallatge anglès. Entre 1188 i 1190 Ricard cor de lleó el va ocupar però el 1190, per un acord, el va cedir en feu al comte de Tolosa, Ramon VI. En un seguit de combats entre 1211 i 1214, va quedar ocupat per Simó de Montfort, però va reconèixer els drets senyorials del bisbe. El 1220 Montalban es va revoltar i van seguir Moissac i altres fins al 1224, i Amalric de Montfort, expulsat del país, va cedir els seus drets a la corona de França (1226). Fou retornat el 1229, mitjançant el tractat de Meaux-Paris, a la casa de Tolosa. El 1258 es va signar un tractat a París que establia que el comtat seria retornat a Anglaterra si Joana de Tolosa i Aragó moria sense descendents, com així va ser el 1271. Però llavors el rei Felip III de França el va unir a la corona. El 1360 va ser cedit a Anglaterra pel Tractat de Brétigny i els anglesos van entrar formalment a Càors el 8 de gener de 1362. El febrer i març de 1369 la ciutat i els senyors es van revoltar i es van sotmetre a Carles V de França, expulsant als anglesos que no van poder tornar-la a ocupar, i la regió fou durant temps escenari de combats entre anglesos i francesos fins que Carles VII de França el va consolidar com a domini reial després del final de la Guerra dels Cent Anys el 1453.

## Comtes carolingis
- Radulf ? - 823
- Godofreu 823-842 (fill)
- Raül vers 844

## Llista de comtes hereditaris de Carcí
- Ramon I 849-864 (comte de Tolosa)
- Bernat I el Vedell 864-872 (comte de Tolosa)
- Odó I 872-919 (comte de Tolosa)
- Ermengol I 919-937 (comte de Roergue)
- Ramon II 937-961 (comte de Roergue)
- Hug I (+ 961), comte de l'Alt Carcí (després vescomtat de Comborn)
- Ramon III 961-1008/1010 (comte de Roergue)
- Des de vers 964 el comtat va quedar probablement en indivís per les dues branques (Tolosa i Roergue)[1]

branca de Tolosa
- Hug de Tolosa ¿964-972?
- Ramon (V) de Tolosa ¿972-978?
- Guillem «Tallaferro», 978 - 1037
- Ponç II de Tolosa 1037-1060

Branca de Roergue
- Hug I de Roergue 1008/1010-1053/1054
- Berta de Roergue 1054-1064

Successió en la branca dels Roergue comtes de Tolosa
- Guillem II 1064-1093 (parent de Berta de Tolosa, comte de Tolosa des de 1060, co-comte de Carcí 1060-1064)
- Ramon IV conegut com a Ramon de Sant Geli (comte de Tolosa) 1093-1105
- Alfons I Jordà (comte de Tolosa) 1105-1148
- Felipa Matilde 1114-1117 (comtessa de Tolosa)
- Guillem d'Aquitània 1114-1119 (duc d'Aquitània, comte consort)
- Ramon V 1148-1159 (comte de Tolosa)
- 1159 a 1173 ocupat per Enric Plantagenet en virtut dels drets de Guillem d'Aquitània
- Ramon V 1173-1188 (comte de Tolosa)
- 1188 a 1190 ocupat per Ricard Cor de Lleó en virtut d'aquestos mateixos drets
- Ramon V 1190-1194 (comte de Tolosa)
- Ramon VI 1194-1212 (comte de Tolosa)
- Als croats de Simó de Montfort 1212-1215
- Simó de Montfort 1215-1218
- Amalric de Montfort 1218-1222
- Ramon VII 1222-1249 (comte de Tolosa)
- Joana 1249-1271 (comtessa de Tolosa)
- Alfons II (Alfons de Poitou) 1249-1271 (comte consort)
- a la corona francesa 1271-1360
- a la corona anglesa 1360-1369
- administració de la corona francesa 1369-1453
- Incorporació definitiva a la corona francesa 1453.